# 톨유사수용체
톨유사수용체(Toll-like receptor, TLR)는 선천 면역에서 중요한 역할을 하는 단백질이다. TLR은 세포막에 박혀있는 비촉매성 단일 단백질 수용체로, 선천 면역의 과정에서 주로 마크로파지, 수지상 세포 등의 보초병 세포의 표면이나 점막상피세포, 중성구 등에 발현되며, 구조적으로 미생물로부터 유래된 병원체 관련 분자 패턴(PAMP)를 인식하여 어댑터 단백질을 통해 신호 전달 경로를 활성화시킨다. 이후 염증성, 항염증성 사이토카인이나 케모카인이 분비되고, 면역 반응을 유도하여 적응 면역을 조절한다.
TLR은 총 13가지 종류(TLR1, TLR2, TLR3, TLR4, TLR5, TLR6, TLR7, TLR8, TLR9, TLR10, TLR11, TLR12 및 TLR13)가 있으며, 이 중 TLR11, TLR12, TLR13은 인간에게서 발견되지 않았다.
TLR이라는 이름은 이 단백질이 초파리의 Toll 단백질과 유사한 기능을 가진다는 점에서 유래하였다. 1985년 크리스티아네 뉘슬라인폴하르트와 에릭 F. 위샤우스가 초파리의 발생생물학 관련 연구를 하던 도중 톨 단백질을 발견하였다. 이후 1994년 인간에서 톨유사수용체가 처음 발견되었고, 1996년 톨 단백질이 초파리의 면역 체계에 관여한다는 새로운 사실이 드러난 이후 찰스 제인웨이와 루슬란 메드츠히토프, 브루스 보이틀러 등의 공헌에 의해 TLR4의 면역 기능이 밝혀지게 되었다.

## 같이 보기
- PRR
- 면역촉진제
- 면역관용